# Al-Ma'arri
Abu al-Ala al-Ma'arri, em árabe: أبو العلاء المعري,(Maarate Anumane, dezembro de 973 – Maarate Anumane, maio de 1057), também conhecido por seu nome latino Abulola Moarrensis; filósofo, poeta e escritor árabe de Maarate Anumane, na Síria. Devido à sua visão antirreligiosa de mundo, ele é conhecido como um dos “principais ateus” de seu tempo, embora sua visão de mundo fosse mais próxima do deísmo.
Nascido na cidade de al-Ma'arra (atual Maarate Anumane, Síria) durante o final da era abássida, ficou cego ainda jovem devido à varíola, mas mesmo assim estudou na vizinha Alepo, depois em Trípoli e Antioquia. Produzindo poemas populares em Bagdá, recusou-se a vender seus textos. Em 1010, retornou à Síria depois que sua mãe começou a ter problemas de saúde e continuou escrevendo, o que lhe rendeu respeito local.
Descrito como um “livre-pensador pessimista”, al-Ma'arri foi um racionalista polêmico de sua época, rejeitando a superstição e o dogmatismo. Seus trabalhos escritos exibem uma fixação no estudo da linguagem e seu desenvolvimento histórico, conhecido como filologia. Era pessimista em relação à vida, descrevendo-se como “um prisioneiro duplo” da cegueira e do isolamento. Atacou dogmas e práticas religiosas, foi igualmente crítico e sarcástico em relação ao judaísmo, ao cristianismo, ao islamismo e ao zoroastrismo, e tornou-se deísta. Defendeu a justiça social e teve um estilo de vida ascético e isolado. Era vegano, conhecido em sua época como vegetariano moral, e pedia: “Não deseje como alimento a carne de animais abatidos / Ou o leite branco de mães que destinam seu puro caldo para seus filhotes.” Al-Ma'arri tinha uma visão antinatalista, alinhada com seu pessimismo geral, sugerindo que as crianças não deveriam nascer para poupá-las das dores e do sofrimento da vida. Saqt az-Zand, Luzumiyat e Risalat al-Ghufran estão entre suas principais obras.

## Biografia
Abu al-‘Ala’ nasceu em dezembro de 973 em al-Ma'arra (atual Maarate Anumane, Síria), a sudoeste de Alepo, de onde vem o adjetivo que indica o local de origem (“al-Ma'arri”). Em sua época, a cidade fazia parte do Califado Abássida, o terceiro califado islâmico, durante a Idade de ouro islâmica. Ele era membro dos Banu Sulayman, uma notável família de Ma'arra, pertencente à tribo dos tanuquitas, de maior porte. Um de seus ancestrais foi provavelmente o primeiro cádi de Ma'arra. A tribo dos tanuquitas fez parte da aristocracia na Síria por centenas de anos e alguns membros dos Banu Sulayman também eram conhecidos como ótimos poetas. Ele perdeu a visão aos quatro anos devido à varíola. Mais tarde, em sua vida, ele se considerava “um prisioneiro duplo”, o que se referia tanto à cegueira quanto ao isolamento geral que sentiu durante sua vida.
Começou sua carreira como poeta muito cedo, com cerca de 11 ou 12 anos. Foi educado inicialmente em Ma'arra e Alepo, depois em Antioquia e em outras cidades sírias. Entre seus professores em Alepo estavam companheiros do círculo de ibn Khalawayh. Esse gramático e estudioso islâmico morreu em 980 d.C., quando al-Ma'arri ainda era uma criança. Al-Ma'arri, no entanto, lamenta a perda de ibn Khalawayh em termos fortes em um poema de seu Risālat al-Ghufrān. Al-Qifti relata que, quando estava a caminho de Trípoli, al-Ma'arri visitou um monastério cristão perto de Lataquia, onde ouviu debates sobre filosofia helenística que deram origem ao seu secularismo, mas outros historiadores, como ibn al-Adim, negam que ele tenha sido exposto a qualquer teologia que não fosse a doutrina islâmica.
Em 1004–1005, al-Ma'arri soube que seu pai havia morrido e, em reação a isso, escreveu uma elegia em que elogiava seu pai. Anos mais tarde, viajaria para Bagdá, onde foi bem recebido nos salões literários da época, embora fosse uma figura controversa. Após dezoito meses em Bagdá, al-Ma'arri voltou para casa por motivos desconhecidos. Ele pode ter retornado porque sua mãe estava doente ou pode ter ficado sem dinheiro em Bagdá, pois se recusou a vender suas obras. Retornou à sua cidade natal de Ma'arra por volta de 1010 e soube que sua mãe havia morrido antes de sua chegada.
Permaneceu em Ma'arra pelo resto de sua vida, onde optou por um estilo de vida ascético, recusando-se a vender seus poemas, vivendo em reclusão e observando uma dieta vegetariana estritamente moral. Seu confinamento pessoal em sua casa só foi quebrado uma vez, quando a violência atingiu sua cidade. Nesse incidente, al-Ma'arri foi a Alepo para interceder junto ao emir mirdasida, Salih ibn Mirdas, para libertar seu irmão Abu'l-Majd e vários outros notáveis muçulmanos de Ma'arra que foram responsabilizados pela destruição de uma adega cujo proprietário cristão foi acusado de molestar uma mulher muçulmana. Embora tenha sido confinado, viveu seus últimos anos continuando seu trabalho e colaborando com outros. Gozava de grande respeito e atraía muitos alunos localmente, além de manter correspondência ativa com estudiosos no exterior. Apesar de suas intenções de levar um estilo de vida isolado, aos setenta anos, ficou rico e era a pessoa mais reverenciada em sua região. Al-Ma'arri nunca se casou e morreu em maio de 1057 em sua cidade natal.

## Filosofia

### Oposição à religião
Al-Ma'arri era um cético que denunciava a superstição e o dogmatismo na religião. Isso, juntamente com sua visão negativa geral sobre a vida, fez com que ele fosse descrito como um livre-pensador pessimista. Em todas as suas obras filosóficas, um dos temas recorrentes que ele expôs longamente foi a ideia de que a razão tem uma posição privilegiada sobre as tradições. Em sua opinião, confiar nos preconceitos e nas normas estabelecidas pela sociedade pode ser limitador e impedir que os indivíduos explorem totalmente suas próprias capacidades. Al-Ma'arri ensinava que a religião era uma “fábula inventada pelos antigos”, sem valor exceto para aqueles que exploram as massas crédulas.
Não suponha que as declarações dos profetas sejam verdadeiras; todas elas são invenções. Os homens viviam confortavelmente até que eles chegaram e estragaram a vida. Os livros sagrados são somente um conjunto de contos ociosos que qualquer época poderia ter produzido e, de fato, produziu.
Al-Ma'arri criticou muitos dos dogmas do Islã, como o Haje, que ele chamou de “uma jornada pagã”. Rejeitou as alegações de qualquer revelação divina e seu credo era o de um filósofo e asceta, para quem a razão fornece um guia moral e a virtude é sua própria recompensa. Suas visões secularistas incluíam também o judaísmo e o cristianismo. Al-Ma'arri observou que os monges em seus claustros ou os devotos em suas mesquitas estavam seguindo cegamente as crenças de sua localidade: se tivessem nascido entre magos ou sabinos, teriam se tornado magos ou sabinos. Encapsulando sua visão sobre a religião organizada, declarou certa vez “Os habitantes da Terra são de dois tipos: aqueles com cérebro, mas sem religião, e aqueles com religião, mas sem cérebro.”

### Ascetismo
Al-Ma'arri era um asceta, renunciando aos desejos mundanos e vivendo isolado dos outros enquanto produzia suas obras. Ele se opunha a todas as formas de violência. Em Bagdá, embora fosse bem recebido, decidiu não vender seus textos, o que lhe dificultou a vida. Esse estilo de vida ascético tem sido comparado a pensamentos semelhantes na Índia durante sua época.

### Veganismo
Nos últimos anos de vida de al-Ma'arri, ele optou por parar de consumir carne e todos os outros produtos de origem animal (ou seja, tornou-se um vegano praticante). Ele escreveu:
Não comam injustamente o que a água renunciou, e não desejem como alimento a carne de animais abatidos,
Ou o (leite) branco de mães que destinavam seu puro gole para seus filhotes, não para nobres damas.
E não aflijam os pássaros desavisados roubando-lhes os ovos; pois a injustiça é o pior dos crimes.
E poupai o mel que as abelhas obtêm prontamente, com sua laboriosidade, das flores de plantas perfumadas;
Pois elas não o armazenaram para que pertencesse a outros, nem o coletaram para generosidade e presentes.
Lavei minhas mãos de tudo isso; e gostaria de ter percebido meu caminho antes que minhas têmporas ficassem grisalhas!

### Antinatalismo
O pessimismo fundamental de Al-Ma'arri se expressa em sua recomendação antinatalista de que nenhuma criança deveria ser gerada, para poupá-las das dores da vida. Em uma elegia composta por ele sobre a perda de um parente, ele combina sua dor com observações sobre a efemeridade desta vida:
Amoleça seus passos. Parece-me que a superfície da terra não passa de corpos de mortos,

Ande lentamente no ar, para não pisar nos restos mortais dos servos de Deus.
O epitáfio autocomposto por Al-Ma'arri, em seu túmulo, afirma (em relação à vida e ao nascimento): “Este é o crime de meu pai contra mim, que eu mesmo não cometi contra ninguém.”

## Visões modernas
Al-Ma'arri é controverso até hoje, pois era cético em relação ao islamismo. Em 2013, a Frente al-Nusra, um ramo da al-Qaeda, demoliu uma estátua de al-Ma'arri durante a Guerra Civil Síria. A estátua foi feita em 1944, pelo escultor Fathi Muhammad. O motivo por trás da destruição é contestado; as teorias variam do fato de que ele era um herege ao fato de que alguns acreditam que ele seja parente da família al-Assad.

## Obras
Uma das primeiras coleções de seus poemas apareceu como The Tinder Spark (Saqṭ az-Zand; سقط الزند). A coleção de poemas incluía elogios ao povo de Alepo e ao governante hamadânida Sade Adaulá. Ganhou popularidade e estabeleceu sua reputação como poeta. Alguns poemas da coleção eram sobre armaduras. Uma segunda coleção, mais original, apareceu sob o título Necessidade Desnecessária (Luzūm mā lam yalzam لزوم ما لا يلزم) ou simplesmente Necessidades (Luzūmīyāt اللزوميات). O título refere-se a como al-Ma'arri via a questão da vida e alude à complexidade desnecessária do esquema de rima usado.
Sua terceira obra é uma trabalho em prosa conhecida como A Epístola do Perdão (Risalat al-Ghufran رسالة الغفران). A obra foi escrita como uma resposta direta ao poeta árabe ibn al-Qarih, de quem al-Ma'arri zomba por suas visões religiosas. Nesta obra, o poeta visita o paraíso e conhece os poetas árabes do período pagão. Essa visão é compartilhada por estudiosos islâmicos, que frequentemente argumentam que os árabes pré-islâmicos são de fato capazes de entrar no paraíso.
Devido ao aspecto de conversar com os falecidos no paraíso, a Risalat al-Ghufran tem sido comparada à Divina Comédia de Dante Alighieri, que surgiu centenas de anos depois. A obra também foi apontada como semelhante à Risala al-tawabi' wa al-zawabi, de ibn Shuhayd, embora não haja evidências de que al-Ma'arri tenha sido inspirado por ibn Shuhayd, nem de que Dante tenha sido inspirado por al-Ma'arri. A Argélia teria banido A Epístola do Perdão da Feira Internacional do Livro realizada em Argel em 2007.
Parágrafos e Períodos (al-Fuṣūl wa al-Ghāyāt) é uma coletânea de homilias. A obra foi acusada de ser uma paródia ou uma tentativa de imitar o Alcorão. Al-Ma'arri também compôs um corpus significativo de enigmas em versos.

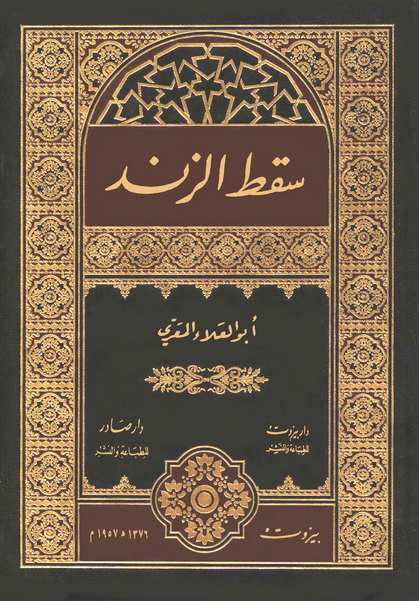
Saqt al-Zand
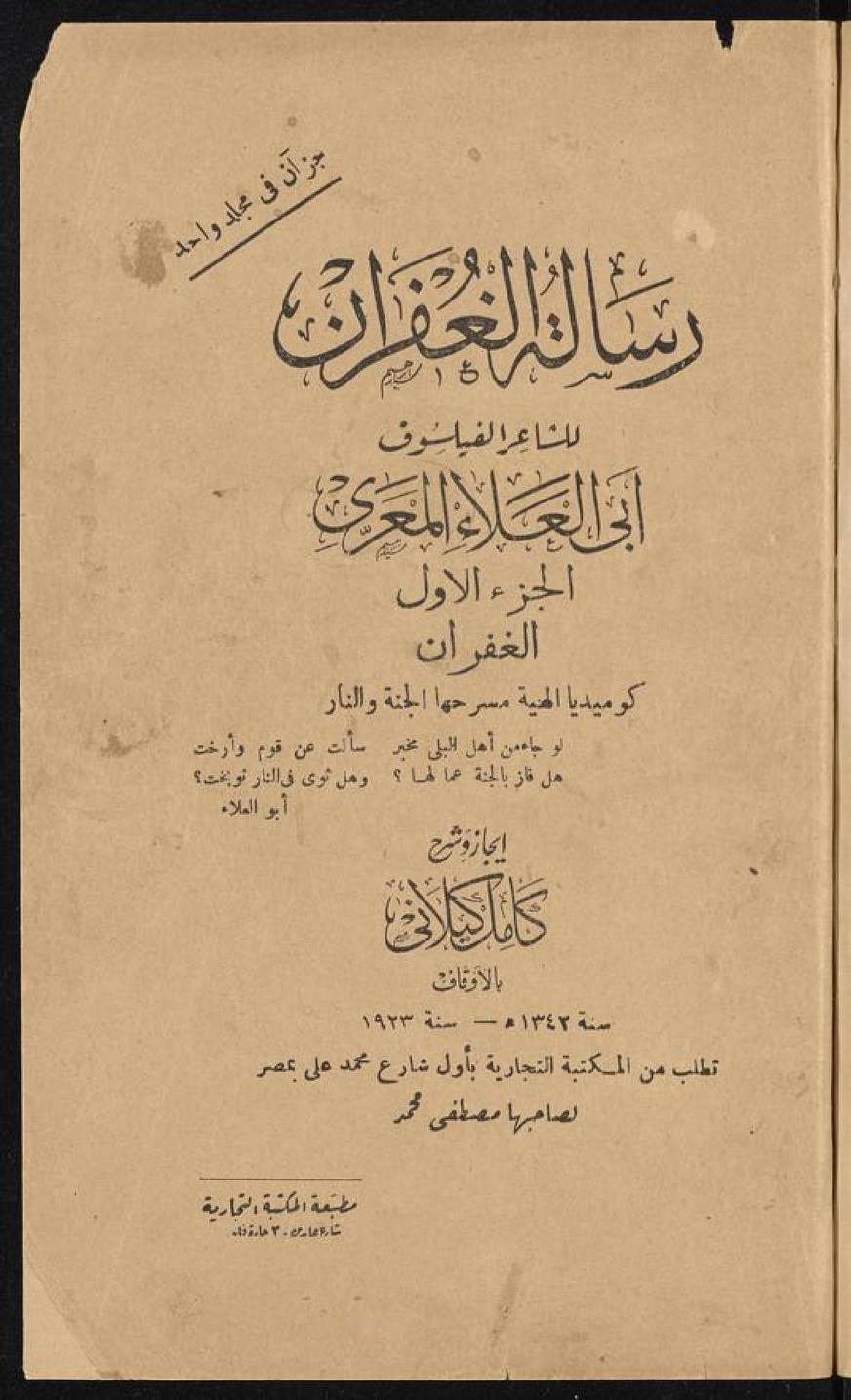
Risalat al-Gufran

## Edições
- Risalat al-Ghufran, uma Divina Comédia. Traduzido por G. Brackenbury em 1943.
- A Epístola do Perdão: Volume Um: Uma Visão do Céu e do Inferno. Traduzido por Geert Jan Van Gelder e Gregor Schoeler. Biblioteca de Literatura Árabe, New York University Press, 2013.
- A Epístola do Perdão: Volume Dois: Hipócritas, Hereges e Outros Pecadores. Traduzido por Geert Jan Van Gelder e Gregor Schoeler. Biblioteca de Literatura Árabe, New York University Press 2014.
- Aqueles enigmas de al-Maʿarrī que são citados no Kitāb al-Iʿjāz fī l-aḥājī wa-l-alghāz de al-Ḥaẓīrī do século XII foram editados como Abū l-ʿAlāˀ al-Maʿarrī, Dīwān al-alġāz, riwāyat Abī l-Maʿālī al-Ḥaẓīrī, ed. por Maḥmūd ʿAbdarraḥīm Ṣāliḥ (Riade [1990]).